# Канаджоері (селище, Нью-Йорк)
Канаджоері (англ. Canajoharie) — селище (англ. village) в США, в окрузі Монтгомері штату Нью-Йорк. Населення — 2229 осіб (2010).

## Географія
Канаджоері розташоване за координатами 42°53′57″ пн. ш. 74°34′4″ зх. д. / 42.89917° пн. ш. 74.56778° зх. д. (42.899066, -74.567858). За даними Бюро перепису населення США в 2010 році селище мало площу 3,62 км², з яких 3,44 км² — суходіл та 0,18 км² — водойми.

## Демографія
Згідно з переписом 2010 року, у селищі мешкало 2229 осіб у 929 домогосподарствах у складі 567 родин. Густота населення становила 615 осіб/км². Було 1037 помешкань (286/км²).
Расовий склад населення:
| - 95,0 % — білих - 2,2 % — чорних або афроамериканців - 0,6 % — азіатів - 0,4 % — корінних американців |

До двох чи більше рас належало 1,2 %. Частка іспаномовних становила 2,3 % від усіх жителів.
За віковим діапазоном населення розподілялося таким чином: 25,1 % — особи молодші 18 років, 59,4 % — особи у віці 18—64 років, 15,5 % — особи у віці 65 років та старші. Медіана віку мешканця становила 38,5 року. На 100 осіб жіночої статі у селищі припадало 90,7 чоловіків; на 100 жінок у віці від 18 років та старших — 84,1 чоловіків також старших 18 років.
Середній дохід на одне домашнє господарство становив 58 882 долари США (медіана — 45 455), а середній дохід на одну сім'ю — 62 770 доларів (медіана — 51 058). Медіана доходів становила 39 279 доларів для чоловіків та 37 344 долари для жінок. За межею бідності перебувало 20,9 % осіб, у тому числі 30,4 % дітей у віці до 18 років та 16,2 % осіб у віці 65 років та старших.
Цивільне працевлаштоване населення становило 884 особи. Основні галузі зайнятості: освіта, охорона здоров'я та соціальна допомога — 32,7 %, виробництво — 15,3 %, роздрібна торгівля — 12,4 %.